# Ponta Simão Fidi
A Ponta Simão Fidi é uma formação geológica costeira de São Tomé e Príncipe, localizado na ilha de São Tomé, a Este da província de Cantagalo. Este acidente geológico localiza-se próximo à Praia de Angra Toldo e à Praia Micondo. 